# EHF European Cup
De EHF European Cup is een Europese handbaltoernooi voor clubteams, dat sinds 2020 jaarlijks georganiseerd wordt door de Europese handbalfederatie (EHF). De voorloper van de EHF European Cup was de Euro City Cup wat in 1993 werd opgericht als het derde club handbaltoernooi binnen de EHF. Tot 2000 werd het toernooi hernoemd als de EHF Challenge Cup. De Challenge Cup is daarom de minst prestigieuze van de Europese toernooien (de andere zijn de Champions League, de Cup Winners’ Cup en de EHF Cup). Sinds 2020 in de Challenge Cup hernoemd en heet het de EHF European Cup. 

## Winnaars

### Mannen
| Seizoen           | Winnaars                              | Scores                                | Finalist                              |         | Seizoen                               | Winnaars                              | Scores                                | Finalist         |
| ----------------- | ------------------------------------- | ------------------------------------- | ------------------------------------- | ------- | ------------------------------------- | ------------------------------------- | ------------------------------------- | ---------------- |
| Euro City Cup     |                                       |                                       |                                       |         |                                       |                                       |                                       |                  |
| 1993/94           | TUSEM Essen                           | 27-17, 31-26                          | HK Drott                              |         | 1993/94                               | Buxtehuder SV                         | 22-21, 23-22                          | Bækkelagets SK   |
| 1994/95           | TV Niederwürzbach                     | 26-29, 32-26                          | Cadagua Galdar                        | 1994/95 | Rotor Volgograd                       | 24-19, 24-20                          | Vasas Budapest                        |                  |
| 1995/96           | Drammen HK                            | 22-21, 27-21                          | SG Hameln                             | 1995/96 | AS Silcotub Zalau                     | 23-15, 19-27                          | Gjerpen Håndball                      |                  |
| 1996/97           | TuS Nettelstedt                       | 32-19, 27-23                          | Kolding IF                            | 1996/97 | Frankfurter HC                        | 29-25, 26-24                          | Ikast FS                              |                  |
| 1997/98           | TuS Nettelstedt                       | 24-22, 25-23                          | IFK Skövde HK                         | 1997/98 | Ikast FS                              | 27-22, 29-22                          | Frankfurter HC                        |                  |
| 1998/99           | SG Flensburg-Handewitt                | 27-27, 26-21                          | Ciudad Real                           | 1998/99 | ŽORK Napredak Kruševac                | Finale afgelast                       | Nieuwegein                            |                  |
| 1999/00           | TV Großwallstadt                      | 30-23, 27-32                          | Valladolid                            | 1999/00 | Rapid Bucarest                        | 30-25, 26-26                          | Randers HK                            |                  |
| EHF Challenge Cup |                                       |                                       |                                       |         |                                       |                                       |                                       |                  |
| 2000/01           | RK Jugović Kać                        | 27-27, 26-22                          | Pfadi Winterthur                      |         | 2000/01                               | HBC Nîmes                             | 22-18, 18-16                          | Split Kaltenberg |
| 2001/02           | Skjern Handball                       | 20-27, 34-17                          | Pelister Bitola                       | 2001/02 | Universitatea Remin Deva              | 33-23, 31-25                          | Buxtehuder SV                         |                  |
| 2002/03           | Skjern Handball                       | 27-30, 35-25                          | AS Fílippos Véria                     | 2002/03 | Borussia Dortmund                     | 24-16, 21-27                          | HC Selmont Baia Mare                  |                  |
| 2003/04           | IFK Skövde HK                         | 20-21, 27-24                          | Dunkerque HBGL                        | 2003/04 | 1. FC Nürnberg Handball               | 29-23, 29-33                          | Universitatea Remin Deva              |                  |
| 2004/05           | Wacker Thoune                         | 29-24, 26-29                          | ABC Braga                             | 2004/05 | Bayer 04 Leverkusen                   | 27-28, 25-22                          | Cercle Dijon Bourgogne                |                  |
| 2005/06           | Steaua Bucarest                       | 21-26, 34-27                          | SC Horta                              | 2005/06 | Rulmentul Brașov                      | 30-22,25-24                           | CS Tomis Constanta                    |                  |
| 2006/07           | CS UCM Reșița                         | 26-26, 36-36                          | Drammen HK                            | 2006/07 | HC Naisa Niš                          | 23-32, 30-21                          | Univ. Jolidon Cluj Napoca             |                  |
| 2007/08           | CS UCM Reșița                         | 28-29, 26-18                          | Alpla HC Hard                         | 2007/08 | VfL Oldenburg                         | 31-25, 29-26                          | Mérignac Handball                     |                  |
| 2008/09           | CS UCM Reșița                         | 25-27, 25-20                          | CSU Suceava                           | 2008/09 | HBC Nîmes                             | 26-22, 30-25                          | Thüringer HC                          |                  |
| 2009/10           | Sporting CP                           | 27-25, 27-26                          | MMTS Kwidzyn                          | 2009/10 | Buxtehuder SV                         | 40-28, 28-26                          | Frisch Auf Göppingen                  |                  |
| 2010/11           | RK Cimos Koper                        | 27-27, 31-27                          | SL Benfica                            | 2010/11 | Mios-Biganos BA HB                    | 31-26, 30-29                          | Muratpaşa BSK                         |                  |
| 2011/12           | AC Diomidis Argous                    | 26-23, 20-22                          | Wacker Thoune                         | 2011/12 | HAC HB                                | 36-27, 27-30                          | Muratpaşa BSK                         |                  |
| 2012/13           | SKA Minsk                             | 31-26, 31-24                          | HB Esch                               | 2012/13 | DHK Banik Most                        | 20-24, 26-17                          | Fantasyland Samobor                   |                  |
| 2013/14           | IK Sävehof                            | 0-0, 37-26                            | RK Metaloplastika Šabac               | 2013/14 | H 65 Höör                             | 19-21, 23-21                          | Issy Paris Hand                       |                  |
| 2014/15           | HC Odorhei                            | 28-32, 32-25                          | ABC/UMinho                            | 2014/15 | Mios Biganos-Bègles                   | 21-20, 28-24                          | Pogon Baltica Szczecin                |                  |
| 2015/16           | ABC/UMinho                            | 28-22, 25-29                          | Benfica Lisbonne                      | 2015/16 | Rocasa Gran Canaria ACE               | 29-25, 33-29                          | Kastamonu B. Genclik SK               |                  |
| 2016/17           | Sporting CP                           | 37-28, 30-24                          | AHC Potaissa Turda                    | 2016/17 | ŽRK Lokomotiva Zagreb                 | 23-19, 24-21                          | H 65 Höör                             |                  |
| 2017/18           | AHC Potaissa Turda                    | 33-22, 26-27                          | AEK Athens                            | 2017/18 | MKS Lublin                            | 22-22, 27-23                          | Rocasa                                |                  |
| 2018/19           | CSM București                         | 22-22, 26-20                          | Madeira Andebol SAD                   | 2018/19 | Rocasa                                | 30–23, 23–24                          | Pogoń Baltica Szczecin                |                  |
| 2019/20           | Geen winnaar i.v.m. COVID-19-pandemie | Geen winnaar i.v.m. COVID-19-pandemie | Geen winnaar i.v.m. COVID-19-pandemie | 2019/20 | Geen winnaar i.v.m. COVID-19-pandemie | Geen winnaar i.v.m. COVID-19-pandemie | Geen winnaar i.v.m. COVID-19-pandemie |                  |
| EHF European Cup  |                                       |                                       |                                       |         |                                       |                                       |                                       |                  |
| 2020/21           |                                       |                                       |                                       |         | 2020/21                               |                                       |                                       |                  |

1. ↑  De eerste wedstrijd werd afgelast vanwege een overstroming in Servië. De finale werd teruggebracht tot één wedstrijd.'"`UNIQ--ref-00000000-QINU`"'

## Succesvolste landen
Inclusief Euro City Cup en de EHF Challenge Cup.

### Mannen
| #   | Land            | Titels | Runner-up | Finales | Laatste titel |
| --- | --------------- | ------ | --------- | ------- | ------------- |
| 1.  | Duitsland       | 6      | 1         | 7       | 1999/00       |
| 2.  | Roemenië        | 5      | 2         | 7       | 2014/15       |
| 3.  | Portugal        | 3      | 5         | 8       | 2016/17       |
| 4.  | Zweden          | 2      | 2         | 4       | 2013/14       |
| 5.  | Denemarken      | 2      | 1         | 3       | 2002/03       |
| 6.  | Zwitserland     | 1      | 2         | 3       | 2004/05       |
| 7.  | Noorwegen       | 1      | 1         | 2       | 1995/96       |
| 7.  | Griekenland     | 1      | 1         | 2       | 2011/12       |
| 7.  | Servië          | 1      | 1         | 2       | 2000/01       |
| 10. | Slovenië        | 1      | 0         | 1       | 2010/11       |
| 10. | Wit-Rusland     | 1      | 0         | 1       | 2012/13       |
| 12. | Spanje          | 0      | 3         | 3       |               |
| 13. | Noord-Macedonië | 0      | 1         | 1       |               |
| 14. | Frankrijk       | 0      | 1         | 1       |               |
| 14. | Oostenrijk      | 0      | 1         | 1       |               |
| 14. | Polen           | 0      | 1         | 1       |               |
| 14. | Luxemburg       | 0      | 1         | 1       |               |

Bijgewerkt t/m seizoen 2016/17

### Vrouwen
| #   | Land                         | Titels | Runner-up | Finales | Laatste titel |
| --- | ---------------------------- | ------ | --------- | ------- | ------------- |
| 1.  | Duitsland                    | 7      | 4         | 11      | 2009/10       |
| 2.  | Frankrijk                    | 5      | 3         | 8       | 2014/15       |
| 3.  | Roemenië                     | 4      | 4         | 8       | 2005/06       |
| 4.  | Servië (ook als Joegoslavië) | 2      |           | 2       | 2006/07       |
| 5.  | Denemarken                   | 1      | 2         | 3       | 1997/98       |
| 6.  | Kroatië                      | 1      | 2         | 2       | 2016/17       |
| 7.  | Rusland                      | 1      |           | 1       | 1994/95       |
| 8.  | Tsjechië                     | 1      |           | 1       | 2012/13       |
| 9.  | Zweden                       | 1      |           | 1       | 2013/14       |
| 10. | Spanje                       | 1      |           | 1       | 2015/16       |
| 11. | Turkije                      |        | 2         | 2       |               |
| 12. | Noorwegen                    |        | 2         | 2       |               |
| 13. | Hongarije                    |        | 1         | 1       |               |
| 14. | Nederland                    |        | 1         | 1       |               |
| 15. | Polen                        |        | 1         | 1       |               |

Bijgewerkt t/m seizoen 2016/17

## Succesvolste teams

### Mannen
| Team                    | Titels | Runner-up | Jaren titels              | Jaren runner-up  |
| ----------------------- | ------ | --------- | ------------------------- | ---------------- |
| CS UCM Reşiţa           | 3      | 0         | 2006/07, 2007/08, 2008/09 | –                |
| TuS Nettelstedt         | 2      | 0         | 1996/97, 1997/98          | –                |
| Skjern Handball         | 2      | 0         | 2001/02, 2002/03          | –                |
| Sporting CP             | 2      | 0         | 2009/10, 2016/17          | –                |
| ABC/UMinho              | 1      | 2         | 2015/16                   | 2004/05, 2014/15 |
| IFK Skövde HK           | 1      | 1         | 2003/04                   | 1997/98          |
| Drammen HK              | 1      | 1         | 1995/96                   | 2006/07          |
| Wacker Thun             | 1      | 1         | 2004/05                   | 2011/12          |
| TUSEM Essen             | 1      | 0         | 1993/94                   | –                |
| TV Niederwürzbach       | 1      | 0         | 1994/95                   | –                |
| SG Flensburg-Handewitt  | 1      | 0         | 1998/99                   | –                |
| TV Grosswallstadt       | 1      | 0         | 1999/00                   | –                |
| RK Jugović Kać          | 1      | 0         | 2000/01                   | –                |
| CSA Steaua București    | 1      | 0         | 2005/06                   | –                |
| RK Cimos Koper          | 1      | 0         | 2010/11                   | –                |
| AC Diomidis Argous      | 1      | 0         | 2011/12                   | –                |
| SKA Minsk               | 1      | 0         | 2012/13                   | –                |
| IK Sävehof              | 1      | 0         | 2013/14                   | –                |
| HC Odorheiu Secuiesc    | 1      | 0         | 2014/15                   | –                |
| S.L. Benfica            | 0      | 2         | –                         | 2010/11, 2015/16 |
| HK Drott                | 0      | 1         | –                         | 1993/94          |
| Cadagua Gáldar          | 0      | 1         | –                         | 1994/95          |
| SG Hameln               | 0      | 1         | –                         | 1995/96          |
| Kolding IF              | 0      | 1         | –                         | 1996/97          |
| A.D.C. Ciudad Real      | 0      | 1         | –                         | 1998/99          |
| BM Valladolid           | 0      | 1         | –                         | 1999/00          |
| Pfadi Winterthur        | 0      | 1         | –                         | 2000/01          |
| RK Pelister             | 0      | 1         | –                         | 2001/02          |
| Filippos Verias         | 0      | 1         | –                         | 2002/03          |
| US Dunkerque HB         | 0      | 1         | –                         | 2003/04          |
| SC Horta                | 0      | 1         | –                         | 2005/06          |
| Alpla Hard              | 0      | 1         | –                         | 2007/08          |
| CSU Bucovina Suceava    | 0      | 1         | –                         | 2008/09          |
| MMTS Kwidzyń            | 0      | 1         | –                         | 2009/10          |
| HB Esch                 | 0      | 1         | –                         | 2012/13          |
| RK Metaloplastika Šabac | 0      | 1         | –                         | 2013/14          |
| AHC Potaissa Turda      | 0      | 1         | –                         | 2016/17          |

### Vrouwen
| Team                         | Titels | Runner-up | Jaren titels     | Jaren runner-up |
| ---------------------------- | ------ | --------- | ---------------- | --------------- |
| Buxtehuder                   | 2      | 1         | 1993/94, 2009/10 | 2001/02         |
| Nîmes                        | 2      | 0         | 2000/01, 2008/09 | –               |
| Mios Biganos                 | 2      | 0         | 2010/11, 2014/15 | –               |
| Universitatea Remin Deva     | 1      | 1         | 2001/02          | 2003/04         |
| Frankfurter HC               | 1      | 1         | 1996/97          | 1997/98         |
| Rulmentul Braşov             | 1      | 0         | 2005/06          | –               |
| Rapid CFR Bucureşti          | 1      | 0         | 1999/00          | –               |
| Borussia Dortmund            | 1      | 0         | 2002/03          | –               |
| Ikast-Bording Elite Håndbold | 1      | 0         | 1997/98          | –               |
| ŽORK Napredak Kruševac       | 1      | 0         | 1998/99          | –               |
| Bayer 04 Leverkusen          | 1      | 0         | 2004/05          | –               |
| Naisa Niš                    | 1      | 0         | 2006/07          | –               |
| 1. FC Nürnberg               | 1      | 0         | 2003/04          | –               |
| VfL Oldenburg                | 1      | 0         | 2007/08          | –               |
| Rotor Volgograd              | 1      | 0         | 1994/95          | –               |
| AS Silcotub Zalău            | 1      | 0         | 1995/96          | –               |
| H.A.C. Handball              | 1      | 0         | 2011/12          | –               |
| Banik Most                   | 1      | 0         | 2012/13          | –               |
| H 65 Höör                    | 1      | 0         | 2013/14          | –               |
| Rocasa G.C. ACE              | 1      | 0         | 2015/16          | –               |
| HC Lokomotiva Zagreb         | 1      | 0         | 2016/17          | –               |

## Belgische teams in de Challenge Cup

### Mannen
| Seizoen          | Team                  | Instroomronde | Resultaat     |
| ---------------- | --------------------- | ------------- | ------------- |
| Euro City Cup    |                       |               |               |
| 1993/94          | HC Herstal Liège      | 1/16 finale   | 1/16 finale   |
| 1994/95          | Extran Beyne          | 1/16 finale   | 1/8 finale    |
| 1995/96          | KTSV 1889 Eupen       | 1/16 finale   | 1/16 finale   |
| 1996/97          | Sporting Neerpelt     | 1/16 finale   | 1/16 finale   |
| 1997/98          | HC Herstal Liège      | 1/16 finale   | 1/16 finale   |
| 1998/99          | Handbal Klub Tongeren | 1/16 finale   | 1/16 finale   |
| 1999/00          | Union Beynoise        | 1/16 finale   | 1/16 finale   |
| Challenge Cup    |                       |               |               |
| 2000/01          | HBC Ajax Lebbeke      | Ronde 4       | Ronde 4       |
| 2001/02          | Initia HC Hasselt     | Ronde 3       | Ronde 3       |
| 2002/03          | Union Beynoise        | Ronde 3       | Ronde 3       |
| 2003/04          | Union Beynoise        | Ronde 3       | Ronde 3       |
| 2004/05          | Geen deelname         | Geen deelname | Geen deelname |
| 2005/06          | HC Eynatten           | Ronde 3       | Ronde 3       |
| 2006/07          | United Tongeren       | Ronde 3       | Ronde 3       |
| 2007/08          | HC Eynatten           | Ronde 3       | Ronde 3       |
| 2008/09          | Geen deelname         | Geen deelname | Geen deelname |
| 2009/10          | Geen deelname         | Geen deelname | Geen deelname |
| 2010/11          | Initia Hasselt        | Ronde 3       | Ronde 3       |
| 2011/12          | Geen deelname         | Geen deelname | Geen deelname |
| 2012/13          | Initia Hasselt        | Ronde 2       | 1/4 finale    |
| 2013/14          | Initia Hasselt        | Ronde 3       | Ronde 3       |
|                  | KV Sasja HC           | Ronde 3       | Ronde 3       |
|                  | United HC Tongeren    | Ronde 3       | 1/4 finale    |
| 2014/15          | HC Visé BM            | Ronde 3       | 1/8 finale    |
| 2015/16          | HC Visé BM            | Ronde 2       | Ronde 3       |
|                  | KV Sasja HC           | Ronde 3       | 1/4 finale    |
| 2016/17          | HC Visé BM            | Ronde 3       | Ronde 3       |
| 2017/18          | HC Visé BM            | Ronde 3       | 1/8 finale    |
| EHF European Cup |                       |               |               |
| 2020/21          | Geen deelname         | Geen deelname | Geen deelname |

### Vrouwen
| Seizoen          | Team                   | Instroomronde | Resultaat     |
| ---------------- | ---------------------- | ------------- | ------------- |
| Euro City Cup    |                        |               |               |
| 1993/94          | Handball Femina Vise   | 1/16 finale   | 1/8 finale    |
| 1994/95          | Melveren St. Truiden   | 1/16 finale   | 1/16 finale   |
| 1995/96          | V&F Sasja HC Antwerpen | 1/16 finale   | 1/16 finale   |
| 1996/97          | Arena Hechtel          | 1/16 finale   | 1/8 finale    |
| 1997/98          | Geen deelname          | Geen deelname | Geen deelname |
| 1998/99          | Geen deelname          | Geen deelname | Geen deelname |
| 1999/00          | Geen deelname          | Geen deelname | Geen deelname |
| Challenge Cup    |                        |               |               |
| 2000/01          | Geen deelname          | Geen deelname | Geen deelname |
| 2001/02          | Geen deelname          | Geen deelname | Geen deelname |
| 2002/03          | Initia HC Hasselt      | Ronde 3       | Ronde 3       |
| 2003/04          | STHV J. Melveren       | Ronde 3       | Ronde 3       |
| 2004/05          | Geen deelname          | Geen deelname | Geen deelname |
| 2005/06          | Geen deelname          | Geen deelname | Geen deelname |
| 2006/07          | Geen deelname          | Geen deelname | Geen deelname |
| 2007/08          | Geen deelname          | Geen deelname | Geen deelname |
| 2008/09          | Geen deelname          | Geen deelname | Geen deelname |
| 2009/10          | Geen deelname          | Geen deelname | Geen deelname |
| 2010/11          | HC Rhino               | Ronde 3       | Ronde 3       |
| 2011/12          | Femina Vise            | Ronde 3       | Ronde 3       |
| 2012/13          | Geen deelname          | Geen deelname | Geen deelname |
| 2013/14          | Geen deelname          | Geen deelname | Geen deelname |
| 2014/15          | Geen deelname          | Geen deelname | Geen deelname |
| 2016/17          | Geen deelname          | Geen deelname | Geen deelname |
| 2017/18          | Femina Vise            | Ronde 3       | Ronde 3       |
| EHF European Cup |                        |               |               |
| 2020/21          | Geen deelname          | Geen deelname | Geen deelname |

## Nederlandse teams in de Challenge Cup

### Mannen
| Seizoen          | Team                  | Instroomronde | Resultaat     |
| ---------------- | --------------------- | ------------- | ------------- |
| Euro City Cup    |                       |               |               |
| 1993/94          | Geen deelname         | Geen deelname | Geen deelname |
| 1994/95          | Thrifty/Aalsmeer      | 1/16 finale   | 1/8 finale    |
| 1995/96          | Revival/Blauw-Wit     | 1/16 finale   | 1/16 finale   |
| 1996/97          | Horn/Sittardia        | 1/16 finale   | 1/4 finale    |
| 1997/98          | Hirschmann/V&L Geleen | 1/16 finale   | 1/16 finale   |
| 1998/99          | Hirschmann/V&L        | 1/16 finale   | 1/16 finale   |
| 1999/00          | Hirschmann/V&L        | 1/16 finale   | 1/16 finale   |
| Challenge Cup    |                       |               |               |
| 2000/01          | Transscope/E&O Emmen  | Ronde 4       | Ronde 4       |
| 2001/02          | De Groot Groep/E&O    | Ronde 3       | Ronde 3       |
| 2002/03          | Geen deelname         | Geen deelname | Geen deelname |
| 2003/04          | Geen deelname         | Geen deelname | Geen deelname |
| 2004/05          | KRAS/Volendam         | Ronde 3       | Ronde 3       |
| 2005/06          | Rabobank/E&O          | Ronde 3       | Ronde 3       |
| 2006/07          | Geen deelname         | Geen deelname | Geen deelname |
| 2007/08          | Geen deelname         | Geen deelname | Geen deelname |
| 2008/09          | Geen deelname         | Geen deelname | Geen deelname |
| 2009/10          | Pals Groep/E&O        | Ronde 2       | Ronde 2       |
| 2010/11          | Geen deelname         | Geen deelname | Geen deelname |
| 2011/12          | H.V. Quintus          | Ronde 3       | Ronde 3       |
| 2012/13          | OCI Nitrogen/Lions    | Ronde 2       | Ronde 2       |
| 2013/14          | JMS/Hurry-Up          | Ronde 3       | Ronde 3       |
| 2014/15          | Geen deelname         | Geen deelname | Geen deelname |
| 2015/16          | JMS/Hurry-Up          | Ronde 2       | Ronde 2       |
|                  | FIQAS/Aalsmeer        | Ronde 3       | 1/4 finale    |
| 2016/17          | JMS/Hurry-Up          | Ronde 3       | 1/2 finale    |
| 2017/18          | Geen deelname         | Geen deelname | Geen deelname |
| EHF European Cup |                       |               |               |
| 2020/21          | Geen deelname         | Geen deelname | Geen deelname |

### Vrouwen
| Seizoen          | Team                       | Instroomronde | Resultaat         |
| ---------------- | -------------------------- | ------------- | ----------------- |
| Euro City Cup    |                            |               |                   |
| 1993/94 -        | Geen deelname              | Geen deelname | Geen deelname     |
| 1996/97          | Geen deelname              | Geen deelname | Geen deelname     |
| 1997/98          | Van Riet Attila Nieuwegein | 1/16 finale   | 1/8 finale        |
| 1998/99          | Van Riet Nieuwegein        | 1/16 finale   | Finale (afgelast) |
| 1999/00          | Volewijckers Amsterdam     | 1/8 finale    | 1/8 finale        |
| Challenge Cup    |                            |               |                   |
| 2000/01 -        | Geen deelname              | Geen deelname | Geen deelname     |
| 2006/07          | Geen deelname              | Geen deelname | Geen deelname     |
| 2007/08          | GOconnectIT/Fortissimo     | Ronde 2       | Ronde 3           |
|                  | VOC                        | Ronde 2       | 1/8 finale        |
| 2008/09          | GOconnectIT/Fortissimo     | Ronde 2       | Ronde 3           |
|                  | ZeemanVastgoed/SEW         | Ronde 3       | Ronde 3           |
| 2009/10          | Bizztravel/Dalfsen         | Ronde 2       | 1/4 finale        |
|                  | HandbalAcademie            | 1/8 finale    | 1/8 finale        |
| 2010/11          | HandbalAcademie            | Ronde 3       | 1/2 finale        |
| 2011/12          | Geen deelname              | Geen deelname | Geen deelname     |
| 2012/13          | Succes Schoonmaak/VOC      | 1/8 finale    | 1/8 finale        |
| 2013/14          | Westfriesland/SEW          | Ronde 3       | Ronde 3           |
|                  | H.V. Quintus               | 1/8 finale    | 1/4 finale        |
| 2014/15          | Schuler Afbouwgroep/DOS    | Ronde 3       | Ronde 3           |
|                  | Virto/Quintus              | Ronde 3       | Ronde 3           |
| 2015/16          | Schuler Afbouwgroep/DOS    | Ronde 3       | 1/8 finale        |
|                  | Virto/Quintus              | 1/8 finale    | 1/4 finale        |
| 2016/17          | Virto/Quintus              | Ronde 3       | 1/2 finale        |
| 2017/18          | Maedilon/VZV               | Ronde 3       | Ronde 3           |
| 2017/18          | Virto/Quintus              | Ronde 3       | 1/4 finale        |
| EHF European Cup |                            |               |                   |
| 2020/21          | Westfriesland/SEW          |               |                   |
| 2020/21          | Maedilon/VZV               |               |                   |